# Saccolabiopsis gillespiei
Saccolabiopsis gillespiei är en orkidéart som först beskrevs av Louis Otho Otto Williams, och fick sitt nu gällande namn av Leslie Andrew Garay. Saccolabiopsis gillespiei ingår i släktet Saccolabiopsis och familjen orkidéer. Inga underarter finns listade i Catalogue of Life.